# Céramique cupisnique

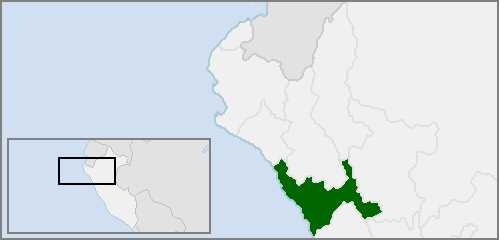
Aire d'occupation de la culture cupisnique sur la carte du Pérou (vert)

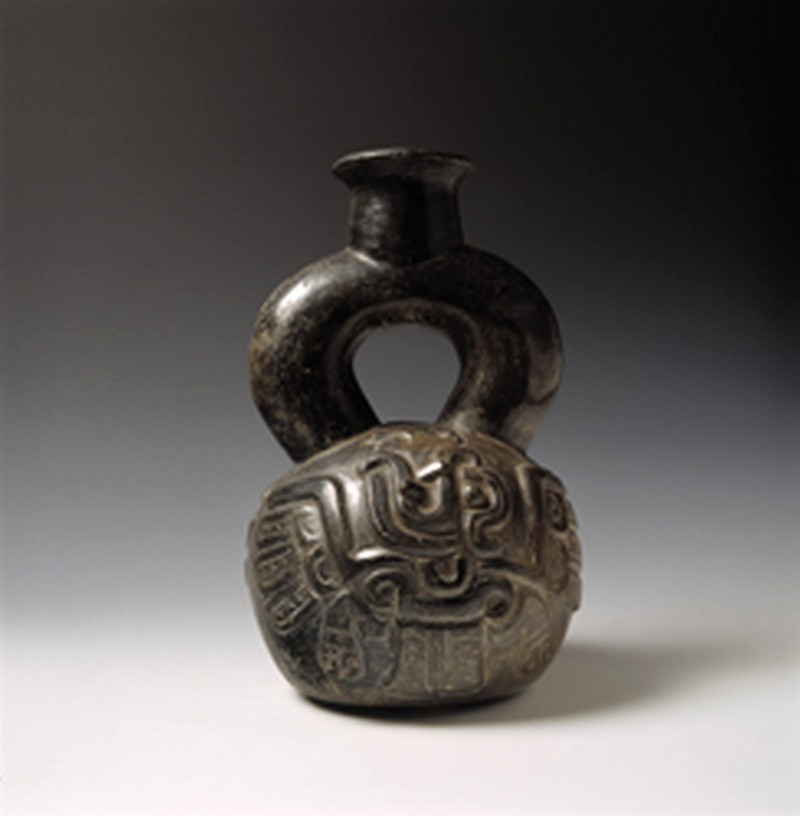
Céramique cupisnique, 1250 av J.-C., musée Larco Lima, Pérou. La forme massive est caractéristique de la période cupisnique I.

La céramique cupisnique fut produite par les populations précolombiennes installées tout au long de la côte nord péruvienne, et dans les vallées des contreforts de la chaîne andine, d'environ 1200 à 500 av. J.-C.
Antérieure à la culture Chavín, elle eut manifestement une origine indépendante avant de tomber sous l’influence de cette culture et de lui être assimilée. 
De nombreux vases à anse-étrier furent découvertes dans des sépultures de dignitaires de la vallée de Cupisnique qui donnera son nom à cette culture. L’archéologue péruvien Rafael Larco Hoyle (1901-1966), fondateur du musée Larco, fut le premier à différencier cette culture de la culture Chavín, jusqu'alors considérée comme fondatrice des cultures précolombiennes.

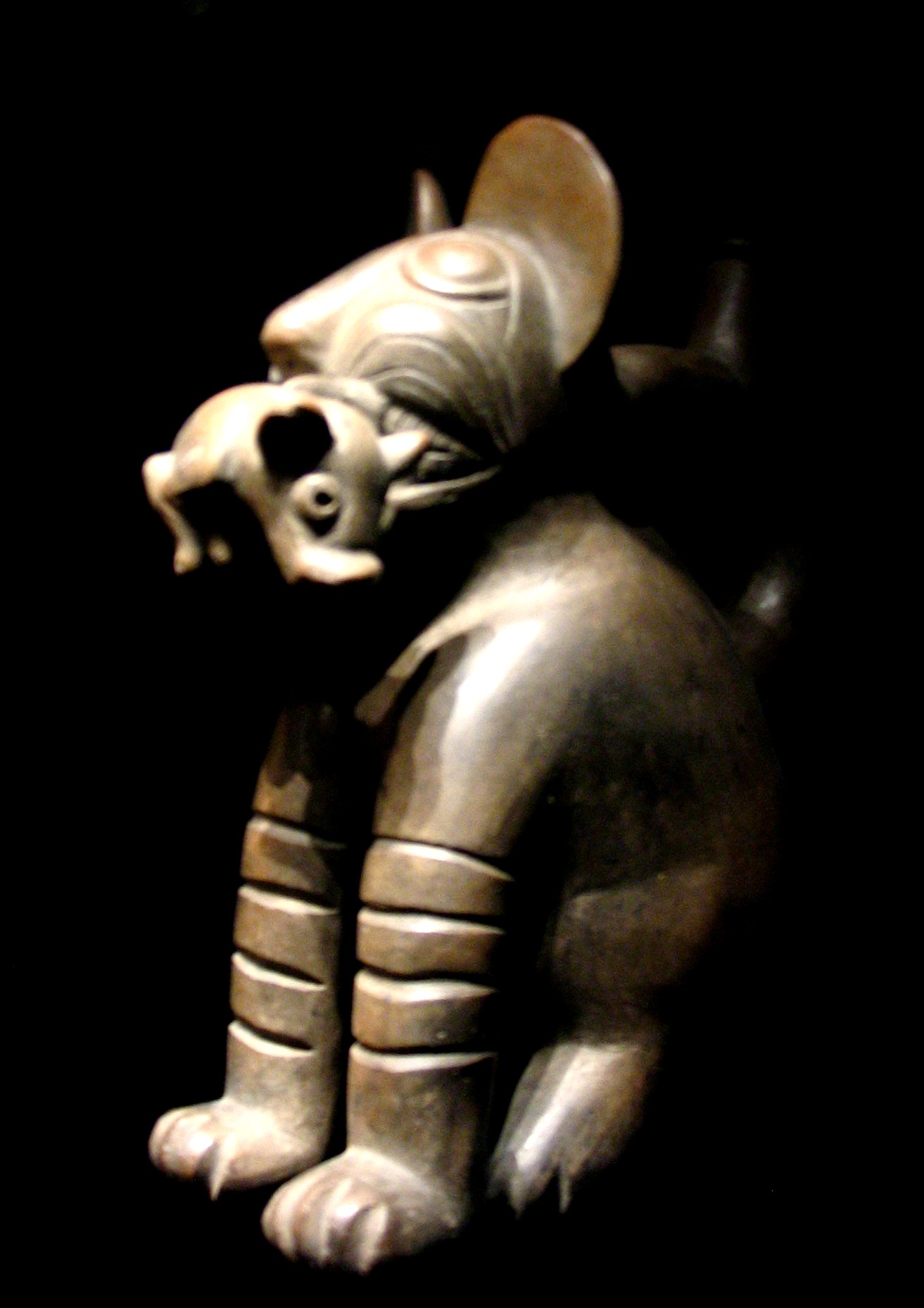
Vase à anse étrier représentant un jaguar, période cupisnique, musée du Quai Branly, Paris

## Caractères stylistiques
Les céramiques cupisniques sont presque toujours sombres et monochromes, noir, brun ou rouge sombre. Ces teintes sont favorisées par une cuisson en atmosphère réductrice.

Leur aspect faussement massif et leur surface soigneusement polie leur donne l’apparence de la pierre, du basalte ou de l’obsidienne. La décoration mêle motifs en relief et motifs gravés ou incisés, dans un équilibre parfaitement entretenu entre l’aspect robuste et sculptural des formes et la vaste gamme des traitements des surfaces, toujours finement travaillées. 

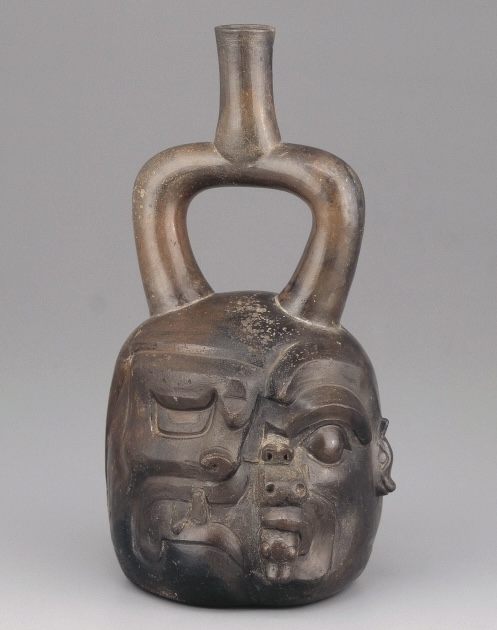
Céramique cupisnique IV représentant une transformation chamanique d'un homme en jaguar, Musée Larco.

L’anse-étrier apparaît dans la céramique cupisnique, héritée des influences équatoriennes. Elle semble avoir été associée aux récipients à usage rituel ou funéraire. Elle sera reprise par les Mochica et transmise comme une caractéristique de la céramique pré-colombienne.
Les décors, qu’ils soient en trois dimensions ou gravés sur les céramiques, reprennent fréquemment le thème du félin, vraisemblablement le jaguar, symbole de force et de pouvoir.

## Évolution et périodes de la céramique cupisnique
Rafael Larco Hoyle distingue les styles céramiques de quatre périodes qui se succèderont durant les mille ans que dure la culture cupisnique.
- Cupisnique I : les vases à anse-étrier sont massifs, les formes gonflées portent un décor incisé ou gravé d'empreintes profondes. L'ouverture de l'anse-étrier est petite et circulaire et le goulot est renforcé d'une lèvre en relief. Le motif récurrent est celui d'un félin rugissant, souvent traité en une géométrie abstraite.
- Cupisnique II :
- Cupisnique III :
- Cupisnique IV : l'anse-étrier s'évase et gagne une forme plus anguleuse. Les lèvres de renfort disparaissent et le goulot s'allonge pour finalement prendre une forme concave. Les décors réalistes prennent le pas sur les géométries abstraites. Le motif de la transformation chamanique, mi-homme, mi-animal, revient fréquemment et accentue le caractère dissymétrique des céramiques.

## Chronologie de la céramique précolombienne du Nord-Pérou
|  |  |  |

Bleu, violet: peuples des régions côtières - Marron: peuples des régions andines.